# La Esmeralda (Guanajuato)
La Esmeralda es una localidad del estado mexicano de Guanajuato. Es parte del municipio de San Miguel de Allende. Fue fundada el 15 de abril de 2015.

## Demografía
| Censo | Población |
| ----- | --------- |
| 2020  | 1 780     |